# 辻本一英
辻本 一英（つじもと かずひで、1951年 - ）は、日本の郷土史家。芝原生活文化研究所代表、NPO法人ヒューマンネットとくしま理事長。阿波木偶箱まわし保存会顧問、徳島県部落史研究会会長を歴任。

## 来歴
徳島市生まれ。駒澤大学文学部国文学科、佛教大学社会学部社会福祉学科卒業。県立高校講師を経て、財団法人徳島県同和対策推進会にて啓発業務などに従事。
1995年「阿波木偶箱まわし保存会」を組織。「三番叟まわし」「箱廻し」「えびすまわし」「大黒まわし」等の無形民俗文化財の伝承を手掛ける。同保存会は、徳島新聞賞文化賞(2006年)、ユネスコ「ACCU賞」(2009年)、阿波文化創造賞(2009年)などを受賞。阿波木偶の門付け用具(163点)は、2009年に国登録有形民俗文化財第12号となる(四国初)。
1998年に徳島県同和対策推進会を退職し「芝原生活文化研究所・資料室」を設立。徳島県内の多様な被差別部落の伝統芸能や祝福芸、生産と労働を中心とした生活文化の調査研究に取り組み、門付芸「三番叟まわし」や大道芸の「箱廻し」、祝福芸「芝原えびす舞」などを復活させる。芝原自主夜間学校・生活文化学級を主宰。
2007年3月、特定非営利活動法人ヒューマンネットとくしま設立。
2011年より4年間、徳島県内外の研究者を招聘し、阿波木偶箱まわし調査・伝承推進事業を企画。調査報告集(4冊)を出版し、阿波木偶「三番叟まわし」の基礎資料となった。
全国各地で人権・同和問題、福祉、まちづくり、文化関係の講演を行う。その傍ら、伝統大道芸や一人遣い伝統人形芝居公演を国内外で企画。2015年、ミラノ万国博覧会の日本館(徳島ウイーク)で木偶文化を発信。ドイツ、フランス、ポルトガル、韓国、アメリカ合衆国などでも公演を行った。徳島ペンクラブ理事。
著書に「阿波のでこまわし」など。

## 受賞
- 2016年度 第4回 水木十五堂賞[9][10]

## 著書
- 「国立国会図書館」を参照

### 論文
- CiNii